# Pyrrosia longifolia
Pyrrosia longifolia är en stensöteväxtart som först beskrevs av Nicolaas Laurens Burman, och fick sitt nu gällande namn av Conrad Vernon Morton. Pyrrosia longifolia ingår i släktet Pyrrosia och familjen Polypodiaceae. Inga underarter finns listade.